# پرنده‌گیری
پرنده‌گیری (به انگلیسی: Fowling) عبارت است از شکار پرندگان توسط انسان، برای غذا (گوشت)، پر یا دیگر محصولات باارزش تجاری، یا صرفاً برای اوقات فراغت («ورزشی») یا شکار تروفه. این کار با شکار پرندگان آبزی، عمل شکار پرندگان آبزی برای غذا یا ورزش قابل مقایسه است. این اصطلاح شاید در فنز شرق انگلستان بهتر از جاهای دیگر شناخته شده باشد، اما مطمئناً محدود به فنز نبود. حاشیهٔ زمین شمال پرهای اردک عیدری را برای اردک و کاپشن‌های لحافی تولید می‌کرد، بدون اینکه لزوماً پرندگان را بکشد. در جزایر غربی اسکاتلند، پرندگان دریایی از لانه‌هایشان بر روی صخره‌ها گرفته شدند. در فنز و دیگر مکان‌های مشابه، یک فریبگر بخشی از دارایی مجهز یک مالک زمین بود.
با این حال، مظهر پرنده‌گیری، تفنگچی بود. او چیزی شبیه یک توپ پر از دهانه بلند و کوچک داشت. این قایق در امتداد خط مرکزی نیمهٔ جلویی یک قایق با طراحی خاص نصب شده بود که از نظر شکل کمی شبیه یک کایاک چوبی سنگین بود. مرغ‌دار در نیمه آخر دراز کشیده و تیغه‌های دست و پا را به ساعدش بسته بود. مهارت وی این بود که یک قایق مرغابی را تا برد نسبتاً کوتاه مورد نیاز توقف حرکت می‌داد و شلیک تفنگی که گلوله کوچکی از آن پراکنده می‌شد. سپس باقی ماند تا محصول جمع‌آوری شود و به بازار برساند. در زمستان، تفنگ دراز ممکن است بر روی سورتمه سوار شود و این روش بر اساس همان اصول تکرار شود.